# Non Scratch SATA
NSS（エヌエスエス、Non Scratch SATA）は、シリアルATAインターフェース規格のHDDとリムーバブルハードディスクドライブケース間の接点の摩擦による負担を抑えた形状のコネクタのことである。
HDDを差し込んだ時に接触部分の端子が前後に動き突起して接触する仕組みになっており、抜き差しに対する耐性が従来のコネクタより大幅に向上し、数万回以上の着脱が可能となった。

## 主な製品
- 台湾 Wingsonic社 - NSSコネクタ・HDDエンクロージャー製造メーカー
- 3.5" SATAはい～るKIT出し入れ楽太郎：ノバック
- eX.naked：九十九電機
- EG-RMシリーズ：エバーグリーン
- DATA BANK-I スクランブルシリーズ：磁気研究所